# Polyplectropus laminatus
Polyplectropus laminatus är en nattsländeart som först beskrevs av Yamamoto 1966.  Polyplectropus laminatus ingår i släktet Polyplectropus och familjen fångstnätnattsländor. Inga underarter finns listade i Catalogue of Life.